# 張元電
張元電（1471年—？年），字文光，號石峰，四川成都府资县人。明朝政治人物。

## 生平
治《書經》，行三，由國子生中式四川鄉試第四十三名舉人，年三十八歲中式正德三年（1508年）戊辰科會試第二百二十九名，第三甲第九十二名進士。四年五月都察院理刑，十月授山東道試御史，五年三月考察，改任刑部主事，历员外郎、郎中，十一年正月奉命赴雲南、貴州録囚。出知保定府，以未给权奸江彬纳贿，被诬入狱。出狱后，改知浙江处州府。黄岩有聚众劫掠者，元电晓以祸福，即遁去。后免官归乡，家居十三年去世。著有《石峰书法》、《张元电文集》。

## 家族
曾祖张必文。祖父张英。父张鳳，壽官。前母黄氏；母傅氏。具庆下，兄元震、元霆、弟元霓、元霖。